# Nati il 17 giugno
| Questa pagina contiene informazioni ricavate automaticamente dalle voci biografiche con l'ausilio del template Bio e di un bot. L'aggiornamento è periodico e automatico e ricostruisce completamente la pagina. Se manca una persona in questa lista, sei pregato di non aggiungerla, ma accertati piuttosto che la sua voce biografica contenga il template Bio e che i dati anagrafici siano correttamente compilati. Se il template Bio manca, inseriscilo tu stesso o, in alternativa, metti l'avviso {{tmp\|Bio}} che ne segnala la mancanza. Se i dati riportati sono sbagliati, correggi direttamente la voce biografica; le modifiche saranno visibili in questa lista entro pochi giorni. Per chiarimenti vedi il progetto biografie. La lista contiene solo le 1.137 persone che sono citate nell'enciclopedia e per le quali è stato implementato correttamente il template Bio. Pagina aggiornata al 9 ago 2025. |

## IV secolo(1)
- 397 - Flaccilla, romana

## IX secolo(1)
- 801 - Drogone di Metz, vescovo francese († 855)

## XIII secolo(2)
- 1239 - Edoardo I d'Inghilterra, re britannico († 1307)
- 1264 - Eleonora d'Inghilterra, sovrana inglese († 1297)

## XVI secolo(4)
- 1535 - Ippolita Gonzaga, nobildonna italiana († 1563)
- 1579 - Luigi I di Anhalt-Köthen, principe tedesco († 1650)
- 1583 - Pace Pasini, poeta e filosofo italiano († 1644)
- 1596 - Giovanni Ambrogio Marini, scrittore italiano († 1668)

## XVII secolo(23)
- 1603 - Giuseppe da Copertino, presbitero italiano († 1663)
- 1604 - Giovanni Maurizio di Nassau-Siegen, conte tedesco († 1679)
- 1606 - Francesco di Gonzaga-Nevers, nobile francese († 1622)
- 1609 - Giovanni d'Assia-Braubach, nobile († 1651)
- 1610 - Brigida Morello, religiosa italiana († 1679)
- 1611 - Hoshina Masayuki, militare giapponese († 1673)
- 1613 - Amedeo di Castellamonte, architetto italiano († 1683)
- 1616 - Georg Ludwig von Sinzendorf, nobile e politico austriaco († 1681)
- 1627 - Francesco Rossi, compositore e abate italiano († 1699)
- 1651 - Donato Ricchezza, compositore italiano († 1731)
- 1657 - Louis Ellies Dupin, storico francese († 1719)
- 1658 - Francesco Giuseppe Arborio di Gattinara, arcivescovo cattolico italiano († 1743)
- 1659 - Faustino Bocchi, pittore italiano († 1741)
- 1662 - Charles FitzRoy, II duca di Cleveland, nobile inglese († 1730)
- 1667 - Robert Tournières, pittore francese († 1752)
- 1672 - Carlotta d'Assia-Homburg, nobildonna († 1738)
- 1682 - Carlo XII di Svezia, sovrano svedese († 1718)
- 1684 - Jaime de Rocamora, nobile spagnolo († 1740)
- 1691 - Giovanni Paolo Pannini, pittore, architetto e scenografo italiano († 1765)
- 1691 - Giorgio Augusto di Erbach-Schönberg, nobile tedesco († 1758)
- 1693 - Diego de Torres Villarroel, scrittore, scienziato e religioso spagnolo († 1770)
- 1693 - Johann Georg Walch, teologo tedesco († 1775)
- 1697 - Thomas Coke, I conte di Leicester, nobile, politico e mecenate britannico († 1759)

## XVIII secolo(25)
- 1701 - Paula de Odivelas, religiosa portoghese († 1768)
- 1703 - John Wesley, teologo inglese († 1791)
- 1704 - John Kay, inventore inglese († 1780)
- 1708 - Annibale degli Abati Olivieri, archeologo e numismatico italiano († 1789)
- 1713 - Antonio Eugenio Visconti, cardinale e arcivescovo cattolico italiano († 1788)
- 1714 - César-François Cassini, astronomo francese († 1784)
- 1717 - Johann Stamitz, compositore e violinista ceco († 1757)
- 1739 - Ermenegildo Pini, matematico, naturalista e architetto italiano († 1825)
- 1740 - Ludwig Ernst von Borowski, arcivescovo luterano tedesco († 1831)
- 1753 - George Nugent-Temple-Grenville, I marchese di Buckingham, giurista e politico britannico († 1813)
- 1767 - Peter Friedrich Röding, naturalista tedesco († 1846)
- 1770 - Eduard Philipp Körber, religioso, storico e numismatico estone († 1850)
- 1772 - Martin Schrettinger, bibliotecario tedesco († 1851)
- 1781 - Francisco Espoz y Mina, generale spagnolo († 1836)
- 1784 - James Nelson Barker, drammaturgo, saggista e poeta statunitense († 1858)
- 1784 - Friedrich Thiersch, pedagogista e filologo tedesco († 1860)
- 1787 - Carlotta di Sassonia-Hildburghausen, principessa tedesca († 1847)
- 1788 - Augustus Applegath, tipografo e inventore britannico († 1871)
- 1789 - Antoine IX de Gramont, nobile e generale francese († 1855)
- 1790 - Abel Parker Upshur, politico statunitense († 1844)
- 1791 - Roberto Cofresí, pirata portoricano († 1825)
- 1797 - Domenico Angeli, filantropo italiano († 1876)
- 1797 - Alexandre Vinet, teologo, filosofo e giornalista svizzero († 1847)
- 1799 - Pierre Thuillier, pittore francese († 1858)
- 1800 - William Parsons, astronomo irlandese († 1867)

## XIX secolo(160)
- 1803 - Costantino Rosa, pittore italiano († 1878)
- 1804 - Henry Wellesley, I conte Cowley, ambasciatore britannico († 1884)
- 1807 - Adolphe Dechamps, politico belga († 1875)
- 1807 - Auguste Nélaton, chirurgo francese († 1873)
- 1808 - Henrik Wergeland, poeta norvegese († 1845)
- 1810 - Ferdinand Freiligrath, poeta tedesco († 1876)
- 1811 - Marco Formentini, storico e economista italiano († 1883)
- 1811 - Jón Sigurðsson, politico islandese († 1879)
- 1811 - Adolphe d'Ennery, scrittore, drammaturgo e librettista francese († 1899)
- 1812 - Manuel Antonio Carreño, musicista, insegnante e diplomatico venezuelano († 1874)
- 1814 - Anne Drummond Home, nobildonna scozzese († 1897)
- 1818 - Charles Gounod, compositore francese († 1893)
- 1818 - Sofia di Württemberg, sovrana olandese († 1877)
- 1820 - Carlo Alberto Radaelli, patriota e militare italiano († 1909)
- 1821 - John Henry Pepper, scienziato e inventore britannico († 1900)
- 1821 - Ephraim George Squier, archeologo e editore statunitense († 1888)
- 1822 - Giuseppe Morando, architetto italiano († 1883)
- 1822 - Wilhelm Joseph von Wasielewski, violinista e critico musicale tedesco († 1896)
- 1824 - Enrico Delle Sedie, baritono italiano († 1907)
- 1824 - Lodovico Tuminello, fotografo e pittore italiano († 1907)
- 1827 - Nicola Morra, brigante italiano († 1904)
- 1828 - Johann Nepomuk Czermak, fisiologo austriaco († 1873)
- 1829 - Meyer Kayserling, storico e rabbino tedesco († 1905)
- 1830 - Silverio Martinoli, artigiano e scultore italiano († 1913)
- 1830 - Jeremiah McLain Rusk, politico e militare statunitense († 1893)
- 1832 - George Herman Babcock, inventore e imprenditore statunitense († 1893)
- 1832 - Charles Baron Clarke, botanico inglese († 1906)
- 1832 - William Crookes, chimico e fisico britannico († 1919)
- 1832 - Antonietta Klitsche de la Grange, scrittrice e giornalista italiana († 1912)
- 1833 - Manuel González, politico e generale messicano († 1893)
- 1833 - Francisco Oller, pittore portoricano († 1917)
- 1835 - Eugène Borel, politico svizzero († 1892)
- 1837 - Alexander Skene, ginecologo scozzese († 1900)
- 1839 - Henry Holiday, artista inglese († 1927)
- 1840 - Secondo Giovanni Calzoni, patriota italiano († 1919)
- 1841 - Antonio Pacinotti, patriota, politico e scienziato italiano († 1912)
- 1844 - Hartwig Derenbourg, orientalista, storico e traduttore francese († 1908)
- 1845 - François-Adolphe Grison, pittore francese († 1914)
- 1848 - Kim Ung-u, coreano († 1878)
- 1848 - Victor Maurel, baritono francese († 1923)
- 1848 - James Ryan, vescovo cattolico irlandese († 1923)
- 1849 - Andrea Aiuti, cardinale e arcivescovo cattolico italiano († 1905)
- 1849 - William Henry Finlay, astronomo sudafricano († 1924)
- 1850 - Louis-Joseph-Raphaël Collin, pittore francese († 1916)
- 1851 - Florenzio Aliprindi, generale italiano († 1936)
- 1851 - Cesare Gamba, ingegnere, architetto e urbanista italiano († 1927)
- 1851 - Matteo Mazziotti, politico e storico italiano († 1928)
- 1851 - Karl Moritz Schumann, botanico tedesco († 1904)
- 1852 - Johann Veit, ginecologo tedesco († 1917)
- 1853 - Martin Krause, pianista e critico musicale tedesco († 1918)
- 1853 - George Montagu, VIII duca di Manchester, nobile e politico inglese († 1892)
- 1853 - Eugenio Valli, avvocato, giornalista e politico italiano († 1924)
- 1856 - Konstantin Dumba, diplomatico e nobile austriaco († 1947)
- 1856 - Ignatij Ioachimovič Grinevickij, rivoluzionario bielorusso († 1881)
- 1859 - Georg Wissowa, filologo classico tedesco († 1931)
- 1860 - Cesare Goria Gatti, imprenditore italiano († 1939)
- 1861 - Sidney Jones, direttore d'orchestra e compositore inglese († 1946)
- 1863 - Charles Eugene Lancelot Brown, progettista e imprenditore svizzero († 1924)
- 1863 - Carlo Michele di Meclemburgo-Strelitz, nobile († 1934)
- 1864 - Aleksej Aleksandrovič Šachmatov, filologo e linguista russo († 1920)
- 1867 - Edwards Davis, attore statunitense († 1936)
- 1867 - Flora Finch, attrice inglese († 1940)
- 1867 - John Robert Gregg, inventore, insegnante e linguista irlandese († 1948)
- 1867 - Henry Lawson, scrittore e poeta australiano († 1922)
- 1869 - Luigi del Liechtenstein, principe austriaco († 1955)
- 1869 - Fabian Ware, generale e giornalista inglese († 1949)
- 1870 - Bernardino Nogara, banchiere e ingegnere italiano († 1958)
- 1871 - Léonie Gilmour, giornalista e scrittrice statunitense († 1933)
- 1871 - James Weldon Johnson, scrittore e poeta statunitense († 1938)
- 1871 - Giulio Ronga, magistrato e politico italiano († 1958)
- 1872 - Bonaventura Cerretti, cardinale e arcivescovo cattolico italiano († 1933)
- 1874 - Rufino Blanco Fombona, scrittore, poeta e diplomatico venezuelano († 1944)
- 1874 - Edgar Jones, regista, attore e produttore cinematografico statunitense († 1958)
- 1874 - Harold Kitson, tennista sudafricano († 1951)
- 1874 - Grant Mitchell, attore statunitense († 1957)
- 1876 - Harry Barton, architetto statunitense († 1937)
- 1876 - William Carr, canottiere britannico († 1942)
- 1876 - William Friedrich, ginnasta e multiplista statunitense
- 1876 - Émile Torchebœuf, lunghista e astista francese († 1950)
- 1876 - Robert d'Heilly, canottiere francese († 1953)
- 1877 - Russell Simpson, attore statunitense († 1959)
- 1877 - Manuel Tinio, generale, rivoluzionario e politico filippino († 1924)
- 1878 - Victor Cadet, nuotatore e pallanuotista francese († 1911)
- 1878 - Agustín Edwards Mac-Clure, imprenditore, politico e diplomatico cileno († 1941)
- 1879 - Alexander Klein, architetto russo († 1961)
- 1879 - Angelo Landi, pittore italiano († 1944)
- 1879 - Alwin Neuß, attore e regista tedesco († 1935)
- 1879 - Matteo Rossi, politico italiano († 1951)
- 1880 - Attilio Conti, sindacalista e anarchico italiano († 1945)
- 1880 - Gaspar Lefebvre, francese († 1966)
- 1880 - Carl Van Vechten, scrittore e fotografo statunitense († 1964)
- 1881 - Tommy Burns, pugile canadese († 1955)
- 1881 - Lorenzo Adolfo Denci, fotografo italiano († 1944)
- 1881 - Davide Dusmet, generale italiano († 1943)
- 1881 - Emil Leeb, generale tedesco († 1969)
- 1881 - Adolf Meyer, architetto tedesco († 1929)
- 1882 - Adolfo Federico VI di Meclemburgo-Strelitz, nobile († 1918)
- 1882 - Harold Gillies, chirurgo neozelandese († 1960)
- 1882 - Alfredo Marucelli, pittore e scultore italiano
- 1882 - Galileo Nicolini, religioso italiano († 1897)
- 1882 - Arturo Rossato, giornalista, commediografo e librettista italiano († 1942)
- 1882 - Igor' Fëdorovič Stravinskij, compositore e direttore d'orchestra russo († 1971)
- 1883 - C. Henry Gordon, attore statunitense († 1940)
- 1883 - Giustino Renato Orsini, umanista e storico italiano († 1964)
- 1884 - Roberto Almagià, geografo italiano († 1962)
- 1884 - George Owen Wynne Apperley, pittore britannico († 1960)
- 1884 - Guglielmo di Svezia, principe svedese († 1965)
- 1885 - Gaetano Emanuel Calì, compositore, direttore d'orchestra e direttore di banda italiano († 1936)
- 1885 - Dale Fuller, attrice statunitense († 1948)
- 1885 - Domenico Galli, calciatore italiano
- 1885 - Robert Lowe, calciatore austriaco († 1928)
- 1886 - George Howe, architetto statunitense († 1955)
- 1886 - Chizuko Mifune, veggente giapponese († 1911)
- 1886 - Steen Lerche Olsen, ginnasta danese († 1960)
- 1887 - Johann Andres, calciatore austriaco († 1970)
- 1887 - Max Fehr, insegnante e musicologo svizzero († 1963)
- 1887 - Giuseppe Manzone, pittore italiano († 1983)
- 1887 - Şükrü Saracoğlu, politico e dirigente sportivo turco († 1953)
- 1887 - Maria Antonietta Zanelli, religiosa italiana († 1957)
- 1888 - Alfonso Bialetti, inventore, imprenditore e operaio italiano († 1970)
- 1888 - Heinz Guderian, generale tedesco († 1954)
- 1888 - Alberto Verdi, politico e avvocato italiano († 1962)
- 1889 - Gino Cecchieri, politico e avvocato italiano († 1968)
- 1890 - Hatazō Adachi, generale giapponese († 1947)
- 1890 - Ludlow Griscom, ornitologo statunitense († 1959)
- 1890 - Henk Janssen, tiratore di fune olandese († 1969)
- 1890 - György Rozgonyi, schermidore ungherese († 1967)
- 1891 - Ol'ga Chochlova, ballerina ucraina († 1955)
- 1891 - Gunnar Gabrielsson, tiratore a segno svedese († 1981)
- 1892 - Pasquale Platania, scultore italiano († 1965)
- 1892 - Ron Rawson, pugile britannico († 1952)
- 1892 - Memo Vagaggini, pittore e illustratore italiano († 1955)
- 1893 - Antonio Ameal Pereyra, calciatore argentino
- 1894 - Sidney Cotton, inventore e fotografo australiano († 1969)
- 1894 - Roberto Gera, arbitro di calcio, calciatore e dirigente sportivo italiano
- 1895 - Billy Blyth, calciatore scozzese († 1968)
- 1895 - Louise Fazenda, attrice statunitense († 1962)
- 1896 - Cedric Howell, aviatore australiano († 1919)
- 1897 - Eedson Burns, generale canadese († 1985)
- 1897 - David Oliver Cauldwell, sessuologo statunitense († 1959)
- 1897 - Alberto Folchi, politico italiano († 1977)
- 1897 - Ferdinando Mandrini, ginnasta italiano († 1980)
- 1897 - Giuseppe Mastromattei, prefetto italiano († 1986)
- 1897 - Umberto Melnati, attore italiano († 1979)
- 1897 - Antenore Reali, baritono italiano († 1960)
- 1897 - Menina Izildinha, portoghese († 1911)
- 1898 - Maurits Cornelis Escher, incisore olandese († 1972)
- 1898 - Desmond Andrew Herbert, botanico australiano († 1976)
- 1898 - Torsten Jovinge, pittore e disegnatore svedese († 1936)
- 1898 - Harry Patch, militare e supercentenario britannico († 2009)
- 1898 - Latife Uşşakî, first lady turca († 1975)
- 1899 - Giuseppe Ippoliti, carabiniere italiano († 1974)
- 1899 - Fausto Pirandello, pittore italiano († 1975)
- 1900 - Martin Bormann, politico, generale e criminale di guerra tedesco († 1945)
- 1900 - Hubert Jedin, storico e presbitero tedesco († 1980)
- 1900 - Jan Maas, pistard e ciclista su strada olandese († 1977)
- 1900 - Edgar Ortenberg, violinista ungherese († 1996)
- 1900 - Renata Viganò, scrittrice, poetessa e partigiana italiana († 1976)
- 1900 - William Lindsay White, editorialista e scrittore statunitense († 1973)
- 1900 - Xu Haidong, politico, scrittore e generale cinese († 1970)

## XX secolo(892)
- 1901 - Étienne Bausch, calciatore lussemburghese († 1971)
- 1901 - Vincenzo Manno, violinista, compositore e direttore d'orchestra italiano († 1981)
- 1901 - Miklós Nyiszli, medico ungherese († 1956)
- 1902 - Sammy Fain, compositore statunitense († 1989)
- 1902 - Bertha Lee Pate, cantante statunitense († 1975)
- 1903 - Eridio Bonardi, calciatore italiano († 1975)
- 1903 - Benedetto De Beni, ingegnere italiano († 1966)
- 1903 - Joseph Eddy Fontenrose, storico delle religioni e grecista statunitense († 1986)
- 1903 - William Vallance Douglas Hodge, matematico britannico († 1975)
- 1903 - Giuseppe Moschini, militare e marinaio italiano († 1943)
- 1904 - Elmer L. Andersen, politico statunitense († 2004)
- 1904 - William McDonald, vescovo cattolico irlandese († 1989)
- 1904 - Ralph Bellamy, attore statunitense († 1991)
- 1905 - Arturo Gilardoni, ingegnere e imprenditore italiano († 1987)
- 1905 - Jozef Lettrich, politico e avvocato slovacco († 1969)
- 1905 - Celeste Negarville, antifascista e giornalista italiano († 1959)
- 1906 - Ernst Boris Chain, farmacologo e biochimico tedesco († 1979)
- 1906 - Thomas George Cowling, astronomo inglese († 1990)
- 1906 - Calixte Delmas, lottatore francese († 1927)
- 1906 - Evalyn Knapp, attrice statunitense († 1981)
- 1906 - Mario Melis, artista e pittore italiano († 1988)
- 1906 - Pietro Pensa, ingegnere e dirigente d'azienda italiano († 1996)
- 1906 - Samuel Stanley Wilks, statistico statunitense († 1964)
- 1906 - Enrico di Rovasenda, presbitero italiano († 2007)
- 1907 - Maurice Cloche, regista, sceneggiatore e produttore cinematografico francese († 1990)
- 1907 - Charles Eames, designer, architetto e regista statunitense († 1978)
- 1907 - Marc Moallic, fumettista, sceneggiatore e illustratore francese († 2004)
- 1908 - Webster Aitken, pianista e insegnante statunitense († 1981)
- 1908 - Max Charbit, calciatore francese († 2001)
- 1908 - Antonio Negro, medico italiano († 2010)
- 1908 - Alfredo Enrique Peralta Azurdia, politico e militare guatemalteco († 1997)
- 1908 - Eriprando Poggipollini, arbitro di calcio italiano († 1997)
- 1908 - Frank Sully, attore statunitense († 1975)
- 1909 - Ettore D'Amore, militare italiano († 1959)
- 1909 - Leslie Palmer, pallanuotista britannico († 1997)
- 1909 - Régine Pernoud, storica francese († 1998)
- 1909 - Ralph E. Winters, montatore canadese († 2004)
- 1910 - Red Foley, cantante, musicista e personaggio televisivo statunitense († 1968)
- 1910 - Francisco Garaffa, calciatore argentino
- 1910 - Diana Mitford, inglese († 2003)
- 1910 - Gino Paro, vescovo cattolico italiano († 1988)
- 1910 - Marion Post Wolcott, fotografa statunitense († 1990)
- 1910 - Raymond Poivet, fumettista francese († 1999)
- 1910 - Hanson Turner, militare britannico († 1944)
- 1911 - Giorgio Franceschi, militare e aviatore italiano († 1936)
- 1911 - Felix Hartlaub, scrittore tedesco († 1945)
- 1911 - Lars Larsson, siepista svedese († 1993)
- 1911 - Viktor Platonovič Nekrasov, scrittore sovietico († 1987)
- 1911 - Demetrio Rando, ammiraglio italiano († 1997)
- 1912 - André Bernanose, fisico, chimico e farmacologo francese († 2002)
- 1912 - Myron Fohr, pilota automobilistico statunitense († 1994)
- 1912 - Komla Agbeli Gbedemah, politico ghanese († 1998)
- 1912 - Don Gillis, compositore, direttore d'orchestra e insegnante statunitense († 1978)
- 1912 - Wilfried Soltau, canoista tedesco († 1995)
- 1912 - Walter de Souza Goulart, calciatore brasiliano († 1951)
- 1913 - Alcide Pedretti, militare italiano († 1941)
- 1913 - Filippo Maria Pontani, grecista, bizantinista e traduttore italiano († 1983)
- 1913 - Marcello Serra, saggista, poeta e giornalista italiano († 1991)
- 1914 - Julián Marías, filosofo e scrittore spagnolo († 2005)
- 1914 - John Hersey, giornalista e scrittore statunitense († 1993)
- 1914 - Takehiko Kanagoki, cestista giapponese († 1992)
- 1914 - John Van Alphen, calciatore belga († 1961)
- 1915 - Helmut Berndt, ostacolista e slittinista tedesco († 1990)
- 1915 - Paolo Boccella, militare e aviatore italiano († 1938)
- 1915 - Mario Echandi Jiménez, politico costaricano († 2011)
- 1915 - Elena Fabrizi, attrice e conduttrice televisiva italiana († 1993)
- 1915 - Mirosław Ferić, militare e aviatore polacco († 1942)
- 1915 - Hellmuth Marx, scultore austriaco († 2002)
- 1915 - Jan Rogowski, militare e aviatore polacco († 1997)
- 1916 - Einar Englund, compositore finlandese († 1999)
- 1916 - Joseph Nkongolo, vescovo cattolico della Repubblica Democratica del Congo († 1999)
- 1916 - Luigi Scarabello, calciatore e allenatore di calcio italiano († 2007)
- 1916 - Antonio Sciorilli, militare italiano († 1994)
- 1917 - Paul Eeckhout, architetto belga († 2012)
- 1917 - Nicola Falde, generale, giornalista e saggista italiano († 1996)
- 1917 - Atle Selberg, matematico norvegese († 2007)
- 1918 - Ajahn Chah, monaco buddhista thailandese († 1992)
- 1918 - Gene Allen, scenografo statunitense († 2015)
- 1918 - Jack Brett, pilota motociclistico britannico († 1982)
- 1918 - Duncan Lamont, attore britannico († 1978)
- 1919 - Patrick Cranshaw, attore statunitense († 2005)
- 1919 - Beryl Reid, attrice britannica († 1996)
- 1919 - Galina Ivanovna Ustvol'skaja, compositrice sovietica († 2006)
- 1920 - Setsuko Hara, attrice giapponese († 2015)
- 1920 - François Jacob, biologo francese († 2013)
- 1921 - Earl Hammond, attore, doppiatore e conduttore radiofonico statunitense († 2002)
- 1921 - Tony Scott, clarinettista, sassofonista e pianista statunitense († 2007)
- 1921 - Stella Vecchio, partigiana, politica e sindacalista italiana († 2011)
- 1922 - Jacopo Castelfranchi, imprenditore e dirigente sportivo italiano († 2017)
- 1922 - Jerry Fielding, compositore statunitense († 1980)
- 1922 - Renato Raccis, calciatore italiano († 1979)
- 1923 - Enrique Angelelli, vescovo cattolico argentino († 1976)
- 1923 - Anthony Bevilacqua, cardinale e arcivescovo cattolico statunitense († 2012)
- 1923 - Rafael Franco Reyes, calciatore e allenatore di calcio argentino († 1997)
- 1923 - Elroy Hirsch, giocatore di football americano statunitense († 2004)
- 1923 - Edward J. Ruppelt, militare statunitense († 1960)
- 1923 - Alfeo Zanini, partigiano e politico italiano († 1981)
- 1924 - Brianna Carafa, scrittrice italiana († 1978)
- 1924 - Edward Downes, direttore d'orchestra inglese († 2009)
- 1924 - Gotthold Gloger, scrittore, pittore e sceneggiatore tedesco († 2001)
- 1924 - Keith Larsen, attore statunitense († 2006)
- 1924 - Rune Larsson, ostacolista e velocista svedese († 2016)
- 1924 - Ego Spartaco Meta, politico e antifascista italiano († 2012)
- 1924 - Odie Spears, cestista statunitense († 1985)
- 1924 - Gaetano Vellani, calciatore italiano († 1996)
- 1925 - Elio Gabbuggiani, politico e partigiano italiano († 1999)
- 1925 - Alexander Shulgin, chimico, biochimico e farmacologo statunitense († 2014)
- 1925 - Václav Sršeň, calciatore cecoslovacco († 1996)
- 1925 - Luce d'Eramo, scrittrice italiana († 2001)
- 1926 - Giovanni Invernizzi, canottiere italiano († 1986)
- 1926 - Elio Pandolfi, attore e doppiatore italiano († 2021)
- 1926 - David Shahar, scrittore israeliano († 1997)
- 1926 - Jim Springer, cestista statunitense († 2018)
- 1927 - Martin Böttcher, compositore, direttore d'orchestra e arrangiatore tedesco († 2019)
- 1927 - Franco Concas, politico italiano († 2009)
- 1927 - Lucio Fulci, regista, sceneggiatore e attore italiano († 1996)
- 1927 - Austin Murphy, politico statunitense († 2024)
- 1927 - Sahana Pradhan, politica e diplomatica nepalese († 2014)
- 1927 - Ron Turner, pallanuotista britannico († 2007)
- 1927 - Wally Wood, fumettista, disegnatore e editore statunitense († 1981)
- 1927 - Marino Zardini, bobbista italiano († 2010)
- 1928 - Juan María Bordaberry, politico uruguaiano († 2011)
- 1928 - Nejat Diyarbakırlı, cestista turco († 2017)
- 1928 - M'hamed Issiakhem, pittore algerino († 1985)
- 1928 - Peter Seiichi Shirayanagi, cardinale e arcivescovo cattolico giapponese († 2009)
- 1929 - Bud Collins, giornalista, conduttore televisivo e telecronista sportivo statunitense († 2016)
- 1929 - Tomislav Crnković, calciatore jugoslavo († 2009)
- 1929 - Kiki Håkansson, modella svedese († 2024)
- 1929 - Tigran Petrosjan, scacchista sovietico († 1984)
- 1929 - Franz Schelle, bobbista tedesco († 2017)
- 1929 - James Shigeta, attore statunitense († 2014)
- 1930 - James Gathers, velocista statunitense († 2002)
- 1930 - Gino Giardini, critico letterario italiano († 2006)
- 1930 - Gun Röring, ginnasta svedese († 2006)
- 1930 - 'A'isha del Marocco, principessa e ambasciatrice marocchina († 2011)
- 1931 - Giancarlo Bacci, calciatore italiano († 2014)
- 1931 - John Baldessari, architetto e performance artist statunitense († 2020)
- 1931 - Yves Barsacq, attore e doppiatore francese († 2015)
- 1931 - Ben Nsibandze, politico swati († 2021)
- 1931 - Dominic Frontiere, compositore statunitense († 2017)
- 1931 - Worthy Patterson, cestista statunitense († 2022)
- 1932 - Edward Frederick Anderson, botanico statunitense († 2001)
- 1932 - Aleksandr Askol'dov, regista e sceneggiatore russo († 2018)
- 1932 - Enrico Benzing, giornalista e ingegnere italiano
- 1932 - Giuseppe Borrè, magistrato italiano († 1997)
- 1932 - Sabin Bălaşa, pittore, scrittore e regista romeno († 2008)
- 1932 - Derek Ibbotson, mezzofondista britannico († 2017)
- 1932 - Walter Kollmann, calciatore austriaco († 2017)
- 1932 - Peter Lupus, attore e culturista statunitense
- 1932 - John Murtha, politico statunitense († 2010)
- 1932 - Jean Ricardou, scrittore e critico letterario francese († 2016)
- 1933 - Bob Armstrong, cestista statunitense († 2016)
- 1933 - Christian Ferras, violinista francese († 1982)
- 1933 - Elio Fusco, rugbista a 15 e allenatore di rugby a 15 italiano († 2009)
- 1933 - H. Guy Hunt, politico statunitense († 2009)
- 1933 - Jean-Paul Mauric, cantante francese († 1971)
- 1933 - Gianfranco Menegali, arbitro di calcio italiano († 2016)
- 1933 - Rod Paige, politico e docente statunitense
- 1933 - Nuccio Puleo, giornalista italiano († 2001)
- 1933 - Valentina Rastvorova, schermitrice sovietica († 2018)
- 1933 - Maurice Stokes, cestista statunitense († 1970)
- 1934 - Robbie Branscum, scrittrice statunitense († 1997)
- 1934 - Salim Rubayy' 'Ali, politico yemenita († 1978)
- 1935 - Vittorio Battaglini, carabiniere italiano († 1979)
- 1935 - José María Gil-Robles, politico spagnolo († 2023)
- 1935 - Ivo Prandin, scrittore e giornalista italiano
- 1936 - Luigi Bertossi, calciatore italiano († 2017)
- 1936 - Graziano e Claudio Cicogna, fumettista italiano († 1994)
- 1936 - Gianni Goldoni, calciatore italiano († 2022)
- 1936 - Ken Loach, regista, sceneggiatore e attivista britannico
- 1936 - James Hamilton McLean, naturalista statunitense († 2016)
- 1936 - Thomas McMahon, vescovo cattolico britannico
- 1936 - Primo Moroni, scrittore italiano († 1998)
- 1936 - Odd Oppedal, calciatore norvegese († 2018)
- 1936 - Jude Wanniski, giornalista e economista statunitense († 2005)
- 1937 - Alcide Baccari, ex calciatore italiano
- 1937 - Don Casey, allenatore di pallacanestro statunitense
- 1937 - Anna Giacalone Ramat, linguista italiana
- 1937 - Joachim Gruber, filologo classico tedesco
- 1937 - Clodovil Hernandes, stilista, conduttore televisivo e politico brasiliano († 2009)
- 1937 - Stella Márquez, modella colombiana
- 1937 - Ted Nelson, sociologo e filosofo statunitense
- 1937 - Arthur Schmidt, montatore statunitense († 2023)
- 1938 - Donald Dell, procuratore sportivo, ex tennista e telecronista sportivo statunitense
- 1938 - Lise Fjeldstad, attrice norvegese
- 1938 - Györgyi Hegedűs, cestista ungherese († 2020)
- 1938 - Grethe Ingmann, cantante danese († 1990)
- 1938 - Vladimir Karasev, scacchista russo († 2021)
- 1938 - Peter Lowe, artista britannico († 2012)
- 1938 - Gladys Priestley, ex nuotatrice canadese
- 1938 - Gianni Simoni, magistrato e scrittore italiano († 2024)
- 1939 - Carlo Cercignani, fisico e matematico italiano († 2010)
- 1939 - Vittorio Goretti, astronomo italiano († 2016)
- 1939 - Barry Howson, ex cestista canadese
- 1939 - Peter Sykes, regista australiano († 2006)
- 1939 - Krzysztof Zanussi, regista, sceneggiatore e produttore cinematografico polacco
- 1940 - George Akerlof, economista statunitense
- 1940 - Marcel Aubour, ex calciatore francese
- 1940 - Bobby Bell, ex giocatore di football americano statunitense
- 1940 - Aldo Cosentino, dirigente d'azienda italiano
- 1940 - Horst Franz, allenatore di calcio tedesco
- 1940 - Bill Garner, ex cestista statunitense
- 1940 - Eraldo Isidori, politico italiano († 2018)
- 1940 - Jakub Karpiński, sociologo, storico e politologo polacco († 2003)
- 1940 - Alton Kelley, illustratore e grafico statunitense († 2008)
- 1940 - Chuck Rainey, bassista statunitense
- 1940 - Angelo Rinaldi, scrittore, critico letterario e giornalista francese († 2025)
- 1941 - Sandro Bertagna, politico italiano
- 1941 - Tinka Dineva, cestista bulgara († 2021)
- 1941 - William Lucking, attore statunitense († 2021)
- 1941 - Roberta Maxwell, attrice canadese
- 1942 - Muhammad al-Barādeʿī, politico e diplomatico egiziano
- 1942 - Julius Maslovat, ingegnere e scultore polacco
- 1942 - Antonio Quattrocchi, politico italiano († 2024)
- 1942 - Rafael Santos, calciatore argentino († 2017)
- 1942 - Nicola Trussardi, stilista e imprenditore italiano († 1999)
- 1943 - Steve Clark, ex nuotatore statunitense
- 1943 - Peter Doak, ex nuotatore australiano
- 1943 - Johann Eigenstiller, calciatore austriaco († 2025)
- 1943 - James Elliot, astronomo statunitense († 2011)
- 1943 - Newt Gingrich, politico e scrittore statunitense
- 1943 - Brent Hughes, ex hockeista su ghiaccio canadese
- 1943 - Gianni Macchia, attore italiano
- 1943 - Barry Manilow, cantante statunitense
- 1943 - Morris McHone, allenatore di pallacanestro e dirigente sportivo statunitense
- 1943 - Chantal Mouffe, politologa belga
- 1943 - Burt Rutan, ingegnere statunitense
- 1943 - Lynne Strow Piccolo, soprano statunitense
- 1944 - Žanna Bičevskaja, cantautrice russa
- 1944 - Chucho Castillo, pugile messicano († 2013)
- 1944 - Peter Giles, bassista e cantante britannico
- 1944 - Ed Johnson, cestista e allenatore di pallacanestro statunitense († 2016)
- 1944 - Randy Johnson, giocatore di football americano statunitense († 2009)
- 1944 - Annemie Neyts-Uyttebroeck, politica belga
- 1944 - Massimo Osti, designer e stilista italiano († 2005)
- 1944 - Jacques Pellegrin, pittore francese († 2021)
- 1944 - Vasilīs Psīfidīs, allenatore di calcio e ex calciatore greco
- 1944 - Chris Spedding, chitarrista inglese
- 1944 - Renzo Tosolini, politico italiano
- 1945 - Jan Andersen, ex calciatore danese
- 1945 - Laurie Calloway, allenatore di calcio e ex calciatore inglese
- 1945 - Malevo Ferreyra, poliziotto argentino († 2008)
- 1945 - Tommy Ray Franks, generale statunitense
- 1945 - Paul Kennedy, storico e saggista inglese
- 1945 - Ken Livingstone, politico britannico
- 1945 - Eddy Merckx, ex ciclista su strada, pistard e ciclocrossista belga
- 1945 - Inge Thun, calciatore norvegese († 2008)
- 1946 - Johnny Baum, ex cestista statunitense
- 1946 - Eduardo Oscar Camaño, politico argentino
- 1946 - B. J. Cole, chitarrista britannico
- 1946 - Aleksandr Gazov, ex tiratore a segno sovietico
- 1946 - Gérard Grisey, compositore francese († 1998)
- 1946 - Marcy Kaptur, politica statunitense
- 1946 - Hasan Muhammad Nur Shatigadud, politico somalo († 2013)
- 1946 - Salvador Ordóñez Delgado, geologo spagnolo
- 1946 - Peter Rosei, scrittore, traduttore e poeta austriaco
- 1946 - Patrick Samson, cantante libanese
- 1946 - Galina Starovojtova, politica russa († 1998)
- 1947 - Christopher Allport, attore statunitense († 2008)
- 1947 - Xavier Armange, scrittore e fotografo francese
- 1947 - George S. Clinton, compositore e musicista statunitense
- 1947 - Jozef De Kesel, cardinale e arcivescovo cattolico belga
- 1947 - Guy Evans, percussionista britannico
- 1947 - Jan Loorbach, ex cestista olandese
- 1947 - Michel Pastoureau, storico, antropologo e saggista francese
- 1947 - Stephen e Timothy Quay, regista statunitense
- 1947 - Gregg Rolie, cantante e tastierista statunitense
- 1947 - Paul Young, cantante e compositore britannico († 2000)
- 1948 - Joaquín Almunia, politico e economista spagnolo
- 1948 - John Barton, presbitero e biblista britannico
- 1948 - Chance Browne, fumettista, musicista e pittore statunitense († 2024)
- 1948 - Richard Joseph Gagnon, arcivescovo cattolico canadese
- 1948 - Enrico Graber, ex slittinista italiano
- 1948 - Hrafn Gunnlaugsson, regista e sceneggiatore islandese
- 1948 - Jacqueline Jones, storica statunitense
- 1948 - Shō Kosugi, artista marziale e attore giapponese
- 1948 - Eddie Meduza, cantautore, musicista e cantante svedese († 2002)
- 1948 - Liam O'Kane, ex calciatore nordirlandese
- 1949 - Tom Corbett, politico statunitense
- 1949 - Raymond Keruzoré, allenatore di calcio e ex calciatore francese
- 1949 - Zlatko Mateša, politico croato
- 1949 - Celia Rees, scrittrice inglese
- 1949 - Snakefinger, musicista e compositore inglese († 1987)
- 1949 - Maximiano Valdés, compositore e direttore d'orchestra cileno
- 1950 - Han Berger, allenatore di calcio olandese
- 1950 - William Patrick Callahan, vescovo cattolico statunitense
- 1950 - Uolevi Kahelin, ex sollevatore finlandese
- 1950 - Rudolf Mang, sollevatore tedesco († 2018)
- 1950 - Lee Tamahori, regista neozelandese
- 1950 - Tengku Sulaiman Shah, principe e imprenditore malese
- 1951 - Pasqualino Biafora, politico italiano
- 1951 - Joe Piscopo, attore statunitense
- 1951 - Luigi Serafini, cestista italiano († 2020)
- 1951 - Bob Sharpe, ex cestista canadese
- 1951 - Starhawk, scrittrice e attivista statunitense
- 1951 - Daniele Soragni, giornalista, autore televisivo e opinionista italiano
- 1952 - Miguel Ángel Ayuso Guixot, cardinale e vescovo cattolico spagnolo († 2024)
- 1952 - Mike Cahill, ex tennista statunitense
- 1952 - Étienne Chatiliez, regista e sceneggiatore francese
- 1952 - Susy De Martini, neurologa e politica italiana
- 1952 - Walter Mantegazza, calciatore uruguaiano († 2006)
- 1952 - Sergio Marchionne, dirigente d'azienda italiano († 2018)
- 1952 - Nikolaus Piper, giornalista tedesco († 2024)
- 1952 - Nikos Salingaros, teorico dell'architettura, divulgatore scientifico e matematico greco
- 1952 - Daniel Schacter, psicologo statunitense
- 1952 - Matteo Thun, architetto e designer italiano
- 1953 - Antonio Barrios, attore italiano
- 1953 - Edward Duke, attore britannico († 1994)
- 1953 - John Duncan, artista e musicista statunitense
- 1953 - Emilio Pomarico, direttore d'orchestra e compositore argentino
- 1953 - Ermanno Ribaudo, doppiatore e attore italiano
- 1953 - Eltjo Schutter, ex multiplista olandese
- 1953 - Claudio Spadaro, attore italiano
- 1954 - David Bendeth, produttore discografico, cantautore e polistrumentista britannico
- 1954 - Elizabeth Diller, architetto statunitense
- 1954 - Mark Linn-Baker, attore statunitense
- 1954 - Cathy Ménard, attrice pornografica francese († 2022)
- 1954 - Per Egil Nygård, ex calciatore norvegese
- 1954 - Hamdi Osman, ex cestista egiziano
- 1954 - Piergiorgio Paterlini, scrittore e giornalista italiano
- 1954 - Mohamed Khaled el-Said, ex cestista egiziano
- 1954 - Luigi Tomasella, ex giocatore di baseball italiano
- 1955 - Marcel Di Domenico, ex calciatore lussemburghese
- 1955 - Roland Freund, ex pallanuotista tedesco
- 1955 - Marie Henriksson, giocatrice di curling svedese
- 1956 - Kelly Curtis, attrice statunitense
- 1956 - Graziella De Palo, giornalista italiana
- 1956 - Albert Dohmen, basso-baritono tedesco
- 1956 - Edgar Jones, ex cestista statunitense
- 1957 - Philip Chevron, chitarrista e cantante irlandese († 2013)
- 1957 - Sam Douglas, attore inglese
- 1957 - Jon Gries, attore statunitense
- 1957 - Joachim Król, attore tedesco
- 1957 - Han Kuo-yu, politico taiwanese
- 1957 - Phyllida Lloyd, regista cinematografica e regista teatrale britannica
- 1958 - Pierre Berbizier, ex rugbista a 15, allenatore di rugby a 15 e dirigente sportivo francese
- 1958 - Jello Biafra, cantante e compositore statunitense
- 1958 - Jerry Carl, politico statunitense
- 1958 - Christopher James Coyne, arcivescovo cattolico statunitense
- 1958 - Daniel McVicar, attore statunitense
- 1958 - Scott Peters, politico e avvocato statunitense
- 1958 - Donatella Tesei, politica italiana
- 1958 - Brad Wenstrup, politico statunitense
- 1959 - Charles Fancutt, ex tennista australiano
- 1959 - Vivienne Gapes, ex sciatrice alpina neozelandese
- 1959 - Robert William Marshall, vescovo cattolico statunitense
- 1959 - Adrie van der Poel, ex ciclista su strada e ciclocrossista olandese
- 1959 - Ulrike Richter, ex nuotatrice tedesca
- 1959 - Nikos Stauropoulos, ex cestista, allenatore di pallacanestro e dirigente sportivo greco
- 1959 - Gennaro Vecchione, generale, funzionario e prefetto italiano
- 1959 - Kazuki Yao, doppiatore giapponese
- 1960 - Hans van Baalen, politico olandese († 2021)
- 1960 - Adrián Campos, dirigente sportivo e pilota automobilistico spagnolo († 2021)
- 1960 - Thomas Haden Church, attore statunitense
- 1960 - Steve Lowndes, ex calciatore gallese
- 1960 - Giulio Mozzi, scrittore, curatore editoriale e poeta italiano
- 1960 - Gary Williams, ex calciatore inglese
- 1960 - Anthony Willis, ex pugile britannico
- 1961 - Tracie Bennett, attrice e cantante inglese
- 1961 - Valentina Gautier, cantautrice italiana
- 1961 - Denis Lavant, attore francese
- 1961 - Luca Marmorini, ingegnere italiano
- 1961 - Muslimgauze, musicista britannico († 1999)
- 1961 - Alberto Urban, dirigente sportivo, allenatore di calcio e ex calciatore italiano
- 1961 - John Vargas, ex pallanuotista e allenatore di pallanuoto statunitense
- 1961 - Gino Vercelli, fumettista e pittore italiano
- 1961 - Kōichi Yamadera, attore, doppiatore e cantante giapponese
- 1962 - Djamel Amani, ex calciatore algerino
- 1962 - Franco Caforio, batterista e produttore discografico italiano
- 1962 - Vittorio Castellani, giornalista e saggista italiano
- 1962 - Martin Hangl, ex sciatore alpino svizzero
- 1962 - Bap Kennedy, cantautore britannico († 2016)
- 1962 - Lio, cantante e attrice portoghese
- 1962 - Michael Monroe, cantante finlandese
- 1962 - Christopher Münch, regista, sceneggiatore e montatore statunitense
- 1962 - Xavier Sala i Martín, dirigente sportivo e economista spagnolo
- 1962 - Philippe Tibeuf, ex calciatore francese
- 1962 - Gabriel Ángel Villa Vahos, arcivescovo cattolico colombiano
- 1963 - Christophe Barratier, regista e produttore cinematografico francese
- 1963 - Giacomo Bezzi, politico italiano
- 1963 - June Croft, ex nuotatrice britannica
- 1963 - Greg Kinnear, attore statunitense
- 1963 - Jean-Marc Micas, vescovo cattolico francese
- 1963 - Giuseppe Pes, fantino italiano
- 1963 - Paolo Rondelli, politico e diplomatico sammarinese
- 1963 - Temir Sariev, politico kirghiso
- 1963 - Shin Joon-sup, ex pugile sudcoreano
- 1963 - Aleksej Vdovin, pallanuotista sovietico († 2022)
- 1963 - Daniel Vivian, attore bosniaco
- 1963 - Luiz Augusto Zanon, ex cestista e allenatore di pallacanestro brasiliano
- 1964 - Marco Ambrosini, musicista, compositore e arrangiatore italiano
- 1964 - Julie Baumann, ex ostacolista canadese
- 1964 - Paolo Calabresi, attore italiano
- 1964 - Rinaldo Capello, pilota automobilistico italiano
- 1964 - Massimiliano Finazzer Flory, regista e attore italiano
- 1964 - Ivan Franek, attore ceco
- 1964 - Michael Groß, ex nuotatore tedesco
- 1964 - Graeme Hogg, ex calciatore scozzese
- 1964 - Svetla Mitkova-Sınırtaş, ex pesista e discobola bulgara
- 1964 - Ricardo Moniz, allenatore di calcio e ex calciatore olandese
- 1964 - Erin Murphy, attrice statunitense
- 1964 - Dirk Raudies, pilota motociclistico tedesco
- 1965 - Giuseppe Alberti, vescovo cattolico italiano
- 1965 - Dermontti Dawson, ex giocatore di football americano statunitense
- 1965 - Mario Duarte, attore e cantante colombiano
- 1965 - Dana Eskelson, attrice statunitense
- 1965 - José Oscar Herrera, allenatore di calcio e ex calciatore uruguaiano
- 1965 - Dan Jansen, ex pattinatore di velocità su ghiaccio statunitense
- 1965 - Linda Medalen, ex calciatrice norvegese
- 1965 - Abderraahman Naanaa, lottatore marocchino
- 1965 - Toshihiro Nagoshi, autore di videogiochi giapponese
- 1965 - The Arabian Prince, rapper, produttore discografico e disc jockey statunitense
- 1965 - Gianluca Pozzi, ex tennista italiano
- 1966 - Zakaria Alaoui, ex calciatore marocchino
- 1966 - Gherardo Bonetto, ex cestista italiano
- 1966 - Tory Burch, stilista, imprenditrice e filantropa statunitense
- 1966 - Christy Canyon, attrice pornografica statunitense
- 1966 - Alessandro Casolari, scrittore italiano
- 1966 - Aitor Etxaburu, ex pallamanista e allenatore di pallamano spagnolo
- 1966 - Cédric Kahn, regista, sceneggiatore e attore francese
- 1966 - Jason Patric, attore statunitense
- 1966 - Naim Sibara, attore, musicista e comico argentino
- 1967 - Priscilla Almodovar, imprenditrice e dirigente d'azienda statunitense
- 1967 - Alex Azar, politico statunitense
- 1967 - Antonella Casu, politica italiana
- 1967 - Terry Davis, ex cestista statunitense
- 1967 - Sonya Eddy, attrice statunitense († 2022)
- 1967 - Agris Elerts, ex slittinista lettone
- 1967 - Alessandro Fantini, tenore italiano
- 1967 - Norman Issa, attore palestinese
- 1967 - David Klapetek, ex cestista e allenatore di pallacanestro ceco
- 1967 - Michail Kričman, direttore della fotografia russo
- 1967 - Terry Norris, ex pugile statunitense
- 1967 - Dorothea Röschmann, soprano tedesco
- 1967 - Barbara Sadleder, ex sciatrice alpina austriaca
- 1967 - Jozef Síkela, politico ceco
- 1967 - Tori Welles, ex attrice pornografica statunitense
- 1967 - Roger Willis, ex calciatore inglese
- 1967 - Zinho, allenatore di calcio, dirigente sportivo e ex calciatore brasiliano
- 1968 - Luis Barbat, ex calciatore uruguaiano
- 1968 - Bård Jørgen Elden, ex combinatista nordico norvegese
- 1968 - Michail Erëmin, calciatore sovietico († 1991)
- 1968 - Slaviša Koprivica, ex cestista serbo
- 1968 - Kristin Krone, ex sciatrice alpina statunitense
- 1968 - Milko Lieverst, ex cestista olandese
- 1968 - Évariste Ndayishimiye, politico e militare burundese
- 1968 - Alassane Ouattara, ex calciatore ivoriano
- 1968 - Luka Pavićević, ex cestista e allenatore di pallacanestro serbo
- 1968 - Danny Pena, ex calciatore statunitense
- 1968 - Minoru Suzuki, wrestler e ex artista marziale misto giapponese
- 1968 - Stefano Vidili, ex cestista italiano
- 1969 - Il'ja Cymbalar', allenatore di calcio e calciatore sovietico († 2013)
- 1969 - Chiqui Fernández, attrice spagnola
- 1969 - Luis Javier González, ex mezzofondista spagnolo
- 1969 - Donata Jancewicz, ex altista polacca
- 1969 - Patric Kjellberg, ex hockeista su ghiaccio svedese
- 1969 - Roberto Laiseka, ex ciclista su strada spagnolo
- 1969 - Antonio Obbedio, dirigente sportivo e ex calciatore italiano
- 1969 - Claudia Pavlovich, politica messicana
- 1969 - Klayton, polistrumentista statunitense
- 1969 - Paul Tergat, ex mezzofondista e maratoneta keniota
- 1969 - Christer Wallin, ex nuotatore svedese
- 1969 - Susan Williams, ex triatleta statunitense
- 1970 - Kamel Daoud, scrittore e giornalista algerino
- 1970 - Tommy Ferrari, allenatore di pallavolo italiano
- 1970 - Will Forte, attore, doppiatore e sceneggiatore statunitense
- 1970 - Jason Hanson, ex giocatore di football americano statunitense
- 1970 - Popeye Jones, allenatore di pallacanestro e ex cestista statunitense
- 1970 - Debora Magnaghi, attrice, doppiatrice e direttrice del doppiaggio italiana
- 1970 - Marcelino Paz, ex atleta paralimpico spagnolo
- 1970 - Kim Ryholt, egittologo danese
- 1970 - Paolo Sesana, doppiatore italiano
- 1970 - Michael Showalter, comico, attore e sceneggiatore statunitense
- 1970 - The Spaceape, poeta britannico († 2014)
- 1971 - Eros Buratti, ex cestista italiano
- 1971 - Fortunato Cerlino, attore italiano
- 1971 - Enrico Costa, bobbista italiano
- 1971 - Holger Geffers, ex atleta paralimpico tedesco
- 1971 - Ingo Geffers, ex atleta paralimpico tedesco
- 1971 - Robert Hunecke-Rizzo, bassista e polistrumentista tedesco
- 1971 - Reto Nause, politico svizzero
- 1971 - Joaquín Parra, ex calciatore e allenatore di calcio spagnolo
- 1971 - Paulina Rubio, cantante e attrice messicana
- 1971 - Espen Sandberg, regista norvegese
- 1971 - Tripp Schwenk, ex nuotatore statunitense
- 1971 - Hervé Yamguen, artista camerunese
- 1972 - Dan Burincă, ex ginnasta rumeno
- 1972 - Zafar Guliev, ex lottatore russo
- 1972 - Bjørn Tore Kvarme, procuratore sportivo e ex calciatore norvegese
- 1972 - Markus López, ex calciatore messicano
- 1972 - Umberto Pirrone, ex lottatore italiano
- 1972 - Cristina Plevani, personaggio televisivo e conduttrice radiofonica italiana
- 1972 - Rikrok, cantante britannico
- 1972 - Julie Smith, ex schermitrice statunitense
- 1972 - Dževad Turković, ex calciatore croato
- 1972 - Iztok Čop, ex canottiere sloveno
- 1972 - Michał Żebrowski, attore polacco
- 1973 - Krayzie Bone, rapper statunitense
- 1973 - Antonio Cocomazzi, compositore, arrangiatore e pianista italiano
- 1973 - Aurélie Filippetti, politica e romanziera francese
- 1973 - Oliver Gross, ex tennista tedesco
- 1973 - Tommy Ho, ex tennista statunitense
- 1973 - Nahnatchka Khan, regista, sceneggiatrice e produttrice televisiva statunitense
- 1973 - Toshimi Kikuchi, ex calciatore giapponese
- 1973 - Louis Leterrier, regista, produttore cinematografico e produttore televisivo francese
- 1973 - Fabio Lopez, allenatore di calcio e ex calciatore italiano
- 1973 - Massimiliano Manfredi, politico italiano
- 1973 - Leander Paes, ex tennista indiano
- 1973 - Mark Umbers, attore e cantante britannico
- 1974 - Alessandro Bossalini, schermidore italiano
- 1974 - Andre Dickens, politico statunitense
- 1974 - Steve Peat, ex mountain biker britannico
- 1974 - Matthew Senreich, sceneggiatore, produttore televisivo e regista statunitense
- 1974 - Hiroyuki Shirai, ex calciatore giapponese
- 1975 - Emma Carrick-Anderson, allenatrice di sci alpino e ex sciatrice alpina britannica
- 1975 - Joshua Leonard, attore, regista e sceneggiatore statunitense
- 1975 - Milan Gurović, ex cestista e allenatore di pallacanestro serbo
- 1975 - Altin Haxhi, ex calciatore albanese
- 1975 - Jennifer Irwin, attrice canadese
- 1975 - Nachimi Itakura, giocatrice di bowling giapponese
- 1975 - Chloe Jones, modella e attrice pornografica statunitense († 2005)
- 1975 - Shōji Jō, ex calciatore giapponese
- 1975 - Miao Bo, ex cestista cinese
- 1975 - Bam Neely, ex wrestler statunitense
- 1975 - Magnus Petersson, ex arciere svedese
- 1975 - Néstor Pitana, ex arbitro di calcio e attore argentino
- 1975 - Giovanni Sulcis, ex calciatore italiano
- 1975 - Alessio Vailati, poeta e scrittore italiano
- 1975 - Juan Carlos Valerón, allenatore di calcio e ex calciatore spagnolo
- 1976 - Scott Adkins, attore e artista marziale britannico
- 1976 - Lee Baxter, ex calciatore svedese
- 1976 - Keith Gleeson, rugbista a 15 irlandese
- 1976 - Ricardo Guillén, ex cestista spagnolo
- 1976 - Eric Hicks, ex giocatore di football americano statunitense
- 1976 - Oscar Lagos, ex calciatore honduregno
- 1976 - Heather Mazur, attrice statunitense
- 1976 - Darin McBeath, allenatore di sci alpino e ex sciatore alpino canadese
- 1976 - Sven Nys, dirigente sportivo, ex ciclocrossista e ciclista su strada belga
- 1976 - Carolina Pascual, ex ginnasta spagnola
- 1976 - Peter Pullicino, ex calciatore maltese
- 1976 - Eva Rorandelli, artista e pittrice italiana
- 1976 - Pëtr Veniaminovič Svidler, scacchista russo
- 1976 - Dušan Vemić, allenatore di tennis e ex tennista serbo
- 1976 - Samuel Wowoah, allenatore di calcio e ex calciatore svedese
- 1977 - Saad Al-Dosari, calciatore saudita († 2004)
- 1977 - Cristian Invernizzi, politico italiano
- 1977 - Jarosław Lato, ex calciatore polacco
- 1977 - Karl Menzies, ex ciclista su strada australiano
- 1977 - André Vicentini, ex giocatore di calcio a 5 brasiliano
- 1977 - Trent Whitfield, allenatore di hockey su ghiaccio e ex hockeista su ghiaccio canadese
- 1978 - Matthew Alan, attore statunitense
- 1978 - Kumiko Aso, attrice giapponese
- 1978 - Andrea Campagnolo, allenatore di calcio e ex calciatore italiano
- 1978 - David Chevalier, doppiatore italiano
- 1978 - Isabelle Delobel, ex danzatrice su ghiaccio francese
- 1978 - Vjačeslav Pozdnjakov, schermidore russo
- 1978 - Luke Recker, ex cestista statunitense
- 1978 - Francisco Javier Rodríguez Vílchez, allenatore di calcio e ex calciatore spagnolo
- 1978 - Masato Uchishiba, judoka giapponese
- 1979 - Emile Baron, ex calciatore sudafricano
- 1979 - Magda Genuin, ex fondista italiana
- 1979 - Aleksandr Anatol'evič Motylëv, scacchista russo
- 1979 - Nick Rimando, ex calciatore statunitense
- 1979 - Mujo Tuljković, ex cestista bosniaco
- 1979 - Young Maylay, rapper e attore statunitense
- 1980 - Karen Aleksanyan, ex calciatore armeno
- 1980 - Ana Paula Ferreira, ex pallavolista brasiliana
- 1980 - Sıla Gençoğlu, cantante turca
- 1980 - Roberto Musso, allenatore di calcio e ex calciatore italiano
- 1980 - Elisa Rigaudo, ex marciatrice italiana
- 1980 - Marco Sansovini, allenatore di calcio e ex calciatore italiano
- 1980 - César Soto Grado, arbitro di calcio spagnolo
- 1980 - Jamaal Thomas, ex cestista statunitense
- 1980 - Venus Williams, tennista statunitense
- 1980 - Bojan Zajić, allenatore di calcio e ex calciatore serbo
- 1981 - Sabrina Beer, ex sciatrice alpina tedesca
- 1981 - Kyle Boller, ex giocatore di football americano statunitense
- 1981 - Lamin Deen, bobbista britannico
- 1981 - Sarah Drury, ex pallavolista e allenatrice di pallavolo statunitense
- 1981 - Johann Durand, ex calciatore francese
- 1981 - Federico Favali, compositore italiano
- 1981 - Albert Haynesworth, ex giocatore di football americano statunitense
- 1981 - Matt Hendricks, hockeista su ghiaccio statunitense
- 1981 - Smilen Mljakov, pallavolista bulgaro
- 1981 - Matej Mugerli, dirigente sportivo e ex ciclista su strada sloveno
- 1981 - Sorin Paraschiv, ex calciatore rumeno
- 1981 - Piotr Szczotka, ex cestista polacco
- 1981 - Charles Asampong Taylor, calciatore ghanese
- 1981 - Shane Watson, crickettista australiano
- 1981 - Basel Samih, ex calciatore qatariota
- 1981 - Venance Zézé, ex calciatore ivoriano
- 1982 - Alexandre Alphonse, allenatore di calcio e ex calciatore francese
- 1982 - Víctor Curto, ex calciatore spagnolo
- 1982 - Arthur Darvill, attore britannico
- 1982 - Alex, ex calciatore brasiliano
- 1982 - Waleed Hamzah, ex calciatore qatariota
- 1982 - Stanislava Hrozenská, tennista slovacca
- 1982 - Anders Johansen, arbitro di calcio norvegese
- 1982 - Ville Koistinen, hockeista su ghiaccio finlandese
- 1982 - Grant Langston, pilota motociclistico sudafricano
- 1982 - Ali Mejbel, calciatore qatariota
- 1982 - Rogelio Pacquiao, politico filippino
- 1982 - Mario Pérez Zúñiga, ex calciatore messicano
- 1982 - Dramane Traoré, ex calciatore maliano
- 1982 - Jodie Whittaker, attrice britannica
- 1983 - Arnaud Balijon, calciatore francese
- 1983 - Erica Boschiero, cantautrice italiana
- 1983 - Bruno Manuel Araújo Braga, ex calciatore portoghese
- 1983 - Marcos Camozzato, ex calciatore brasiliano
- 1983 - Gary Chathuant, cestista francese
- 1983 - Manish Dayal, attore statunitense
- 1983 - Kehinde Fadipe, attrice nigeriana
- 1983 - Jordi Grimau, dirigente sportivo e ex cestista spagnolo
- 1983 - Andreu Guerao, ex calciatore spagnolo
- 1983 - Mickey Guyton, cantante statunitense
- 1983 - Kristin Haynie, ex cestista e allenatrice di pallacanestro statunitense
- 1983 - Michael Hicks, cestista statunitense
- 1983 - Suvi Isotalo, cantante finlandese
- 1983 - Shunsuke Kazama, attore e doppiatore giapponese
- 1983 - Kazunari Ninomiya, cantautore, attore e doppiatore giapponese
- 1983 - Donny Robinson, ciclista di BMX statunitense
- 1983 - Lee Ryan, cantante e doppiatore britannico
- 1984 - John Gallagher Jr., attore e musicista statunitense
- 1984 - Luis Jiménez, ex calciatore cileno
- 1984 - Herman Mandole, allenatore di pallacanestro argentino
- 1984 - Allan Ray, ex cestista statunitense
- 1984 - Ilaria Salis, attivista e politica italiana
- 1984 - Si Tianfeng, marciatore cinese
- 1984 - Grégory Tanagro, giocatore di beach soccer francese
- 1984 - Chris Weidman, artista marziale misto statunitense
- 1985 - Marcos Baghdatis, ex tennista e allenatore di tennis cipriota
- 1985 - Thomas Daniel, pentatleta austriaco
- 1985 - Marcus Dove, cestista statunitense
- 1985 - Nick Fazekas, ex cestista statunitense
- 1985 - Manuel Fettner, saltatore con gli sci austriaco
- 1985 - Kateryna Handzjuk, attivista e politica ucraina († 2018)
- 1985 - Denis Kokarev, hockeista su ghiaccio russo
- 1985 - Filipe José Lima Mendes, ex calciatore portoghese
- 1985 - Steven LoBue, tuffatore statunitense
- 1985 - Marko Muslin, ex calciatore francese
- 1985 - Jean-Baptiste Pierazzi, ex calciatore francese
- 1985 - Dalibor Radujko, ex calciatore sloveno
- 1985 - Rafael Sóbis, ex calciatore brasiliano
- 1985 - Diego Souza, ex calciatore brasiliano
- 1985 - Tramell Tillman, attore statunitense
- 1985 - Michal Vepřek, ex calciatore ceco
- 1985 - Elsie Windes, pallanuotista statunitense
- 1985 - Won Yun-jong, bobbista sudcoreano
- 1985 - Zhang Songtao, ex cestista cinese
- 1986 - Marie Avgeropoulos, attrice canadese
- 1986 - Apoula Edel, ex calciatore camerunese
- 1986 - Joe Crawford, ex cestista statunitense
- 1986 - Alexandre Cuvillier, calciatore francese
- 1986 - Francesco De Marchi, pallavolista italiano
- 1986 - Ernesto Galán, calciatore spagnolo
- 1986 - Helen Glover, canottiera britannica
- 1986 - Guilhem Guirado, rugbista a 15 francese
- 1986 - André Hainault, allenatore di calcio e ex calciatore canadese
- 1986 - Lingua Ignota, cantautrice e polistrumentista statunitense
- 1986 - Matías Manzano, ex calciatore argentino
- 1986 - Fergus McFadden, ex rugbista a 15 irlandese
- 1986 - Jessica McNamee, attrice australiana
- 1986 - Rebeca Moreno, modella salvadoregna
- 1986 - Mike Riddle, ex sciatore freestyle canadese
- 1986 - Vincent Rottiers, attore francese
- 1986 - Damjan Rudež, ex cestista croato
- 1986 - Stryker Sulak, giocatore di football americano statunitense
- 1987 - Miloš Antonić, pallavolista serbo
- 1987 - Nicola Bolzonello, nuotatore italiano
- 1987 - Rebecca Breeds, attrice australiana
- 1987 - Elena Danilova, ex calciatrice russa
- 1987 - Anžej Dežan, cantante e giornalista sloveno
- 1987 - Giuseppina Di Bari, calciatrice italiana
- 1987 - Román González, pugile nicaraguense
- 1987 - Ivan Graf, calciatore croato
- 1987 - José Daniel Guerrero, allenatore di calcio e ex calciatore messicano
- 1987 - Megan Henry, skeletonista statunitense
- 1987 - Escher Holloway, attore statunitense
- 1987 - Ľuboš Kamenár, calciatore slovacco
- 1987 - Kendrick Lamar, rapper, cantautore e produttore discografico statunitense
- 1987 - Liu Jianye, calciatore cinese
- 1987 - Osmar Mares, ex calciatore messicano
- 1987 - Lina Nilsson, ex calciatrice svedese
- 1987 - Mory Sidibé, pallavolista francese
- 1988 - Daniel Nii Adjei, ex calciatore ghanese
- 1988 - Sam Baird, giocatore di snooker inglese
- 1988 - Marit Bouwmeester, velista olandese
- 1988 - Mateas Delić, calciatore croato
- 1988 - Shura, cantante, compositrice e produttrice discografica britannica
- 1988 - Dejan Djermanović, calciatore sloveno
- 1988 - Aline Frazão, cantante, compositrice e chitarrista angolana
- 1988 - Eric Irvin, giocatore di football americano statunitense
- 1988 - Jeon Hye-jin, attrice sudcoreana
- 1988 - Shaun MacDonald, calciatore gallese
- 1988 - A.J. Ogilvy, ex cestista australiano
- 1988 - Amiran P'ap'inashvili, judoka georgiano
- 1988 - Mark Payne, ex cestista statunitense
- 1988 - Stephanie Rice, ex nuotatrice australiana
- 1988 - Demba Savage, ex calciatore gambiano
- 1988 - Hugo Seco, calciatore portoghese
- 1988 - Rodney Wallace, ex calciatore costaricano
- 1988 - Marek Čanecký, ciclista su strada slovacco
- 1989 - Mirka Andolfo, illustratrice e fumettista italiana
- 1989 - Simone Battle, cantante, ballerina e attrice statunitense († 2014)
- 1989 - Taras Carikaev, ex calciatore russo
- 1989 - Queralt Castellet, snowboarder spagnola
- 1989 - Nanna Christiansen, calciatrice danese
- 1989 - Matteo Legittimo, calciatore italiano
- 1989 - Vladimir Lučić, cestista serbo
- 1989 - Timote Maamaloa, calciatore tongano
- 1989 - Serikjan Mujïqov, calciatore kazako
- 1989 - Eefje Muskens, giocatrice di badminton olandese
- 1989 - Omar Pinzón, nuotatore colombiano
- 1989 - Harun Tekin, calciatore turco
- 1989 - Giōrgos Tofas, calciatore cipriota
- 1989 - Graham Vigrass, allenatore di pallavolo e ex pallavolista canadese
- 1990 - Monica Barbaro, attrice statunitense
- 1990 - Matt Barnes, giocatore di baseball statunitense
- 1990 - Justin Bethel, giocatore di football americano statunitense
- 1990 - Arthur Brown, giocatore di football americano statunitense
- 1990 - Álex Cruz, calciatore spagnolo
- 1990 - Emin Cəfərquliyev, ex calciatore azero
- 1990 - Elena D'Amario, ballerina e coreografa italiana
- 1990 - Lorenzo Del Pinto, calciatore italiano
- 1990 - Alan Dzagoev, ex calciatore russo
- 1990 - Jordan Henderson, calciatore inglese
- 1990 - Stanislav Hofmann, calciatore ceco
- 1990 - Abdoul Aziz Keita, calciatore guineano
- 1990 - Kevin Molino, calciatore trinidadiano
- 1990 - Tiago Pagnussat, calciatore brasiliano
- 1990 - Hansle Parchment, ostacolista giamaicano
- 1990 - Georg Preidler, ex ciclista su strada austriaco
- 1990 - Louise Quinn, calciatrice irlandese
- 1990 - Joel Robles, calciatore spagnolo
- 1990 - Luca Turco, attore italiano
- 1990 - Laura Wright, mezzosoprano e cantante britannica
- 1991 - Robert Berič, calciatore sloveno
- 1991 - Leandro Cabrera, calciatore uruguaiano
- 1991 - Mike Carlson, cestista statunitense
- 1991 - Grégoire Defrel, calciatore francese
- 1991 - Jared Goldberg, sciatore alpino statunitense
- 1991 - Tim Koleto, danzatore su ghiaccio statunitense
- 1991 - Ali Küçik, calciatore turco
- 1991 - Staz Nair, attore e modello britannico
- 1991 - Manuel Pucciarelli, calciatore italiano
- 1991 - Patrick Wleh, ex calciatore liberiano
- 1991 - Lucas Zen, calciatore brasiliano
- 1992 - Ryan Allsop, calciatore inglese
- 1992 - Adam Burgess, canoista britannico
- 1992 - Fabián Castillo, calciatore colombiano
- 1992 - Şafak Edge, cestista turco
- 1992 - Tuğrul Erat, calciatore azero
- 1992 - Georgia Fowler, supermodella neozelandese
- 1992 - Mujinga Kambundji, velocista svizzera
- 1992 - Maxime Lestienne, calciatore belga
- 1992 - Roberto Lopes, calciatore irlandese
- 1992 - Silvia Lotti, pallavolista italiana
- 1992 - Patrícia Morais, calciatrice portoghese
- 1992 - André Negrão, pilota automobilistico brasiliano
- 1992 - David Puclin, calciatore croato
- 1992 - Alexandru Răuță, calciatore rumeno
- 1992 - Ante Sarić, calciatore croato
- 1992 - Sun Yiwen, schermitrice cinese
- 1992 - Josué Sá, calciatore portoghese
- 1992 - Afonso Taira, calciatore portoghese
- 1992 - Jabril Trawick, ex cestista statunitense
- 1992 - Fredrik Ulvestad, calciatore norvegese
- 1992 - Hugo Valente, ex pilota automobilistico francese
- 1992 - Hueglo dos Santos Neris, calciatore brasiliano
- 1993 - Jak Alnwick, calciatore inglese
- 1993 - Jamison Crowder, giocatore di football americano statunitense
- 1993 - Filippo Fiammenghi, giocatore di football americano italiano
- 1993 - Martin Kříž, cestista ceco
- 1993 - Nikita Kucherov, hockeista su ghiaccio russo
- 1993 - Shaq Lawson, giocatore di football americano statunitense
- 1993 - Will Magarity, ex cestista svedese
- 1993 - Vjačeslav Minin, taekwondoka russo
- 1993 - Georges Niang, cestista statunitense
- 1993 - James Oram, ex ciclista su strada neozelandese
- 1993 - Vladyslav Rykov, aviatore e militare ucraino († 2024)
- 1993 - Anna Rüh, discobola tedesca
- 1993 - Simon Silverholt, calciatore svedese
- 1993 - Rebekah Stott, calciatrice neozelandese
- 1993 - Yoëll van Nieff, calciatore olandese
- 1994 - Manuel Arteaga, calciatore venezuelano
- 1994 - Martín Benítez, calciatore argentino
- 1994 - Emil Bergkvist, pilota di rally svedese
- 1994 - Vanessa Clerveaux, ostacolista haitiana
- 1994 - Amari Cooper, giocatore di football americano statunitense
- 1994 - Dang Yifei, goista cinese
- 1994 - Aimé De Gendt, ciclista su strada belga
- 1994 - Rodrigo Dourado, calciatore brasiliano
- 1994 - Gu Sung-yun, calciatore sudcoreano
- 1994 - Nicolás Herranz, calciatore argentino
- 1994 - Mimosa Jallow, nuotatrice finlandese
- 1994 - Iryna Kuračkina, lottatrice bielorussa
- 1994 - Streli Mamba, calciatore tedesco
- 1994 - Marcos Vinicius Amaral Alves, calciatore brasiliano
- 1994 - Michael Messner, ex hockeista su ghiaccio italiano
- 1994 - Hajer Mustapha, taekwondoka francese
- 1994 - Didier Ibrahim N'Dong, calciatore gabonese
- 1994 - RiskyKidd, rapper britannico
- 1994 - Kubilay Sönmez, calciatore tedesco
- 1994 - Jiordan Tolli, cantante e attrice australiana
- 1994 - Issahaku Yakubu, calciatore ghanese
- 1994 - Ece Yaşar, attrice turca
- 1994 - Michal Čekovský, cestista slovacco
- 1995 - Michaell Chirinos, calciatore honduregno
- 1995 - Aršak Korjan, calciatore russo
- 1995 - Anamarija Lampič, biatleta e ex fondista slovena
- 1995 - Clément Lenglet, calciatore francese
- 1995 - Eva Lisec, cestista slovena
- 1995 - Liu Yang, calciatore cinese
- 1995 - Lourdes Mohedano, ginnasta spagnola
- 1995 - Aoi Morikawa, attrice e modella giapponese
- 1995 - Ádám Nagy, calciatore ungherese
- 1995 - Romeo Okwara, ex giocatore di football americano nigeriano
- 1995 - Matti Olsen, calciatore danese
- 1995 - Arkadiusz Reca, calciatore polacco
- 1995 - Nicolas Spoglianti, cuoco e gastronomo italiano
- 1995 - Kris Wedderburn, giocatore di football americano britannico
- 1995 - Lucas Yoder, pallavolista e giocatore di beach volley statunitense
- 1996 - Ainoa Campo, calciatrice spagnola
- 1996 - Choi Sung-eun, attrice sudcoreana
- 1996 - Tess Clark, pallavolista statunitense
- 1996 - Maxime D'Arpino, calciatore francese
- 1996 - Heiko Gigler, nuotatore austriaco
- 1996 - Ivan Jakimuškin, fondista russo
- 1996 - José Iván Rodríguez, calciatore messicano
- 1996 - Rafael Sabino, calciatore brasiliano
- 1996 - Youstin Salas, calciatore costaricano
- 1996 - Maximilian Ullmann, calciatore austriaco
- 1996 - Ole Christian Veiby, pilota di rally norvegese
- 1996 - Benjamin Whiteman, calciatore inglese
- 1997 - Emmanuel Agbadou, calciatore ivoriano
- 1997 - KJ Apa, attore e musicista neozelandese
- 1997 - Matthias Bader, calciatore tedesco
- 1997 - Emmanuel Boateng, calciatore ghanese
- 1997 - Svetlana Bortnikova, calciatrice kazaka
- 1997 - Aleksandr Bublik, tennista russo
- 1997 - Amir Coffey, cestista statunitense
- 1997 - Malaly Dembélé, calciatore francese
- 1997 - Adriano Freitas, calciatore uruguaiano
- 1997 - Evgenij Gošev, calciatore russo
- 1997 - Miran Maričić, tiratore a segno croato
- 1997 - Sofija Pozdnjakova, schermitrice russa
- 1997 - Jonah Radebaugh, cestista statunitense
- 1997 - Saulo Mineiro, calciatore brasiliano
- 1997 - Radik Valiev, lottatore russo
- 1997 - Harm Vanhoucke, ciclista su strada belga
- 1997 - Raluca Șerban, tennista romena
- 1998 - Nojoud Ali, scrittrice e attivista yemenita
- 1998 - Andrea Cagnano, calciatore italiano
- 1998 - Aless, cantante e rapper slovacca
- 1998 - Cristian Costin, calciatore rumeno
- 1998 - Hayden Coulson, calciatore inglese
- 1998 - Eill, cantautrice giapponese
- 1998 - Rodrigo Freitas, calciatore brasiliano
- 1998 - Michal Hlavatý, calciatore ceco
- 1998 - Benjamin Källman, calciatore finlandese
- 1998 - Kamal Martin, giocatore di football americano statunitense
- 1998 - Arnaud Nordin, calciatore francese
- 1998 - Itamar Shviro, calciatore israeliano
- 1998 - Jahmiah Simmons, ex cestista americo-verginiano
- 1999 - Konstantin Abaev, pallavolista russo
- 1999 - Ezequiel Cañete, calciatore argentino
- 1999 - Thibaut Collet, astista francese
- 1999 - Karla Erjavec, cestista croata
- 1999 - Ulrik Fredriksen, calciatore norvegese
- 1999 - Dariana Hollingsworth, pallavolista portoricana
- 1999 - César Ibáñez, calciatore argentino
- 1999 - Noa Lang, calciatore olandese
- 1999 - Gabriela Leon, astista statunitense
- 1999 - Luther Muhammad, cestista statunitense
- 1999 - Davide Nadini, hockeista su pista italiano
- 1999 - Immanuel Quickley, cestista statunitense
- 1999 - Elena Rybakina, tennista russa
- 1999 - Luis Sinisterra, calciatore colombiano
- 1999 - Camilo Ugo Carabelli, tennista argentino
- 1999 - Alijah Vera-Tucker, giocatore di football americano statunitense
- 1999 - Vinícius Souza, calciatore brasiliano
- 2000 - Odessa A'zion, attrice statunitense
- 2000 - Giulia Bongiorno, cestista italiana
- 2000 - Gustavo Carvajal, calciatore colombiano
- 2000 - Weronika Falkowska, tennista polacca
- 2000 - Ghailene Khattali, canoista tunisino
- 2000 - Umito Kirchwehm, snowboarder tedesco
- 2000 - Jota Gonçalves, calciatore portoghese
- 2000 - Karina Ol'chovik, calciatrice bielorussa
- 2000 - Juan Ignacio Pacchini, calciatore argentino
- 2000 - Masai Russell, ostacolista statunitense
- 2000 - Yuto Takeshita, lottatore giapponese

## XXI secolo(28)
- 2001 - Sarah Bennett, sciatrice alpina canadese
- 2001 - Jofre Carreras, calciatore spagnolo
- 2001 - Narek Grigoryan, calciatore armeno
- 2001 - Lena Hentschel, tuffatrice tedesca
- 2001 - Bledian Krasniqi, calciatore kosovaro
- 2001 - Jurriën Timber, calciatore olandese
- 2001 - Abdallah Sima, calciatore senegalese
- 2001 - Quinten Timber, calciatore olandese
- 2002 - Sebastian Rasmussen, calciatore danese
- 2002 - Kawan Figueredo Pereira, tuffatore brasiliano
- 2002 - Ryan Fosso, calciatore svizzero
- 2002 - Arjun Kalyan, scacchista indiano
- 2002 - Lee Han-beom, calciatore sudcoreano
- 2002 - Sophie Lewis, pistard e ciclista su strada britannica
- 2002 - Yordi López, calciatore uruguaiano
- 2003 - Brian Gutiérrez, calciatore statunitense
- 2003 - Rizki Juniansyah, sollevatore indonesiano
- 2003 - Benson Kiplangat, mezzofondista keniano
- 2003 - Alice Pellinghelli, calciatrice italiana
- 2003 - Chadi Riad, calciatore marocchino
- 2003 - Nazar Vološyn, calciatore ucraino
- 2003 - Patrycja Waszczuk, scacchista polacca
- 2004 - Anton Carenko, calciatore ucraino
- 2004 - Juan Facundo Crisafi, calciatore argentino
- 2004 - Lucas Nicolás Gómez, calciatore argentino
- 2004 - Nathaniel James, calciatore trinidadiano
- 2004 - Solana Sierra, tennista argentina
- 2005 - Fūna Nakayama, skater giapponese

## Senza anno specificato(1)
- Maurizio Camardi, sassofonista, direttore artistico e compositore italiano